# إيمون باتلر
إيمون باتلر (بالإنجليزية: Eamonn Butler) هو اقتصادي بريطاني، ولد في 1952.